# نهائي كأس فرنسا 1996
نهائي كأس فرنسا 1996 هي المباراة النهائية من منافسة كأس فرنسا 1995–96، أقيمت المباراة في 4 مايو 1996، في بارك دي برينس، بين فريقي نادي أوكسير، ونيم أولمبيك، وفاز فيها نادي أوكسير، بعد أن هزم نيم أولمبيك، بنتيجة 2 - 1، وكان حكم المباراة ، وحضر المباراة 44921 شخصاً.

## تفاصيل المباراة
لعبت المباراة النهائية في 4 مايو 1996.
| نادي أوكسير                           | 2 -1 | نيم أولمبيك    |
| ------------------------------------- | ---- | -------------- |
| لوران بلان 52 ' · ليليان لاسلاند 88 ' |      | عمر بلباي 25 ' |